# Вест Бишоп (Калифорнија)
Вест Бишоп (енгл. West Bishop) насељено је место без административног статуса у америчкој савезној држави Калифорнија.

## Демографија
По попису из 2010. године број становника је 2.607, што је 200 (-7,1%) становника мање него 2000. године.
| Група             | 2000.         | 2010.         |
| Белци             | 2.493 (88,8%) | 2.233 (85,7%) |
| Афроамериканци    | 2 (0,1%)      | 10 (0,4%)     |
| Азијати           | 31 (1,1%)     | 45 (1,7%)     |
| Хиспаноамериканци | 216 (7,7%)    | 261 (10,0%)   |
| Укупно            | 2.807         | 2.607         |